# Juwon Oshaniwa
Juwon Oshaniwa (* 14. September 1990 in Ilorin) ist ein nigerianischer ehemaliger Fußballspieler. Von 2012 bis 2014 war er Mitglied der nigerianischen Nationalmannschaft. Oshaniwa ist ein schneller und zweikampfstarker Außenverteidiger, der auf der linken Seite eingesetzt wird. Kritisiert wird sein auf höchstem Niveau vergleichsweise schlechtes Spiel- und Taktikverständnis.

## Karriere

### Verein
Oshaniwa spielte fünf Jahre lang für die Vereine Kwara United, Lobi Stars und Sharks FC in der Nigerianischen Premier League. Von mehreren Angeboten aus dem Ausland entschied er sich 2012 auf Rat von Efe Ambrose für jenes des israelischen Vereins MS Aschdod. Im Sommer 2015 wechselte Oshaniwa nach Schottland zu Heart of Midlothian.

### Nationalmannschaft
Bereits vor seinem Wechsel nach Israel debütierte Oshaniwa am 11. Januar 2012 in der nigerianischen Nationalmannschaft. 2013 nahm er an der Afrikameisterschaft teil, die Nigeria gewinnen konnte.
Bei der Weltmeisterschaft 2014 wurde er zunächst als Vertreter für Elderson Echiéjilé in den Kader berufen. Nachdem dieser jedoch verletzt ausgeschieden war, war Oshaniwa der einzige Linksverteidiger im nigerianischen Aufgebot.